# Peucetia longipes
Peucetia longipes is een spinnensoort uit de familie van de lynxspinnen (Oxyopidae).
De wetenschappelijke naam van de soort werd in 1899 gepubliceerd door Reginald Innes Pocock.